# Розгадов
Розгадов (укр. Розгадів) — село в Зборовской городской общине Тернопольского района Тернопольской области Украины.
Код КОАТУУ — 6122688501. Население по переписи 2001 года составляло 429 человек.
До 2020 года входило в Зборовский район.

## Географическое положение
Село Розгадов находится на левом берегу реки Восточная Золотая Липа в месте впадения в неё реки Зварыч,
выше по течению на расстоянии в 1 км расположен посёлок Поморяны,
ниже по течению на расстоянии в 2,5 км расположено село Урмань,
на противоположном берегу — село Краснопуща.

## История
- 1494 год — дата основания.

## Объекты социальной сферы
- Школа I—II ст.
- Клуб.
- Фельдшерско-акушерский пункт.